# Distretto di Ccorca
Il distretto di Ccorca è uno degli otto distretti della provincia di Cusco, in Perù. Si trova nella regione di Cusco.